# Kampfflugzeug
In der modernen Terminologie bezeichnet Kampfflugzeug jedes militärische Flugzeug, das für Zerstörungszwecke eingesetzt wird. Im deutschen Sprachgebrauch bis 1945 bezog sich die Bezeichnung Kampfflugzeug hingegen ausschließlich auf Bomber.

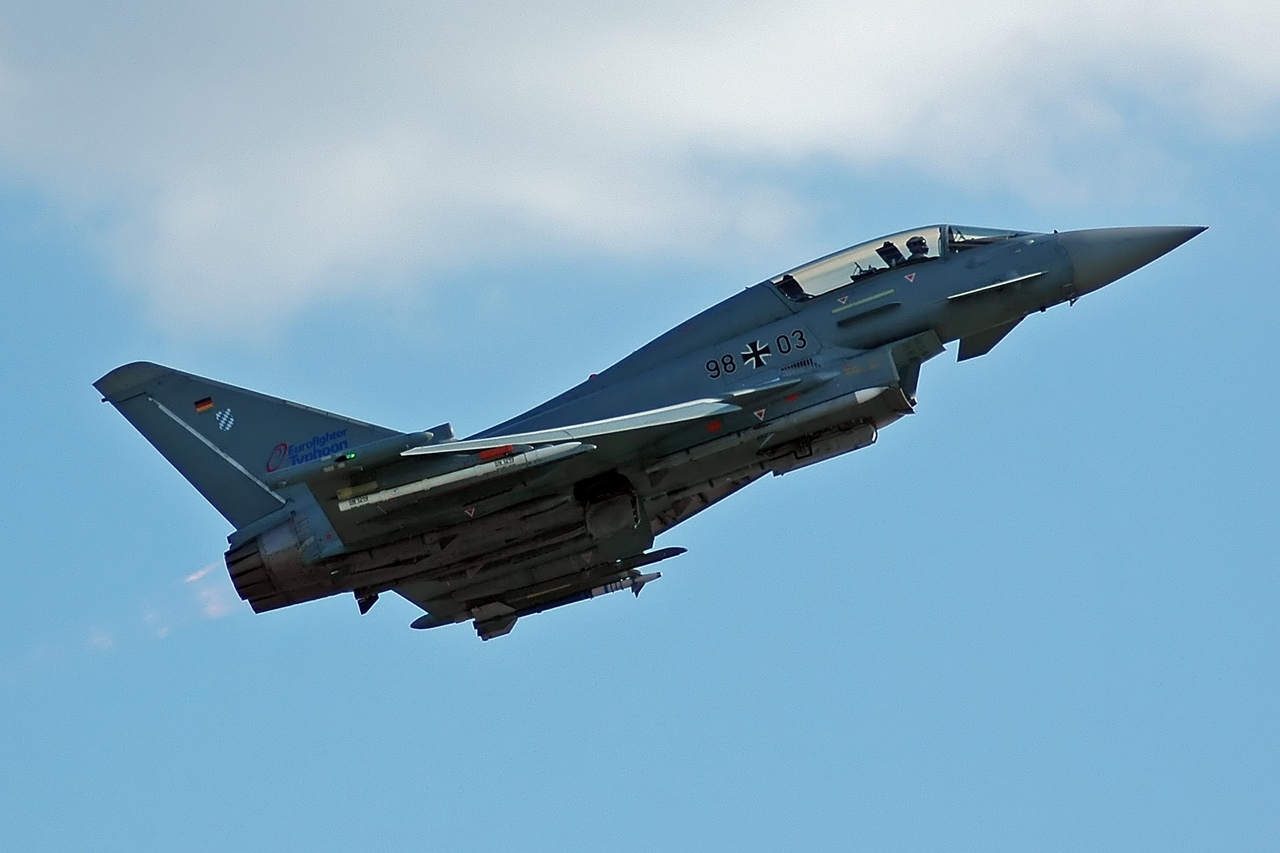
Eurofighter Typhoon im September 2007

## Definition und Kategorisierung

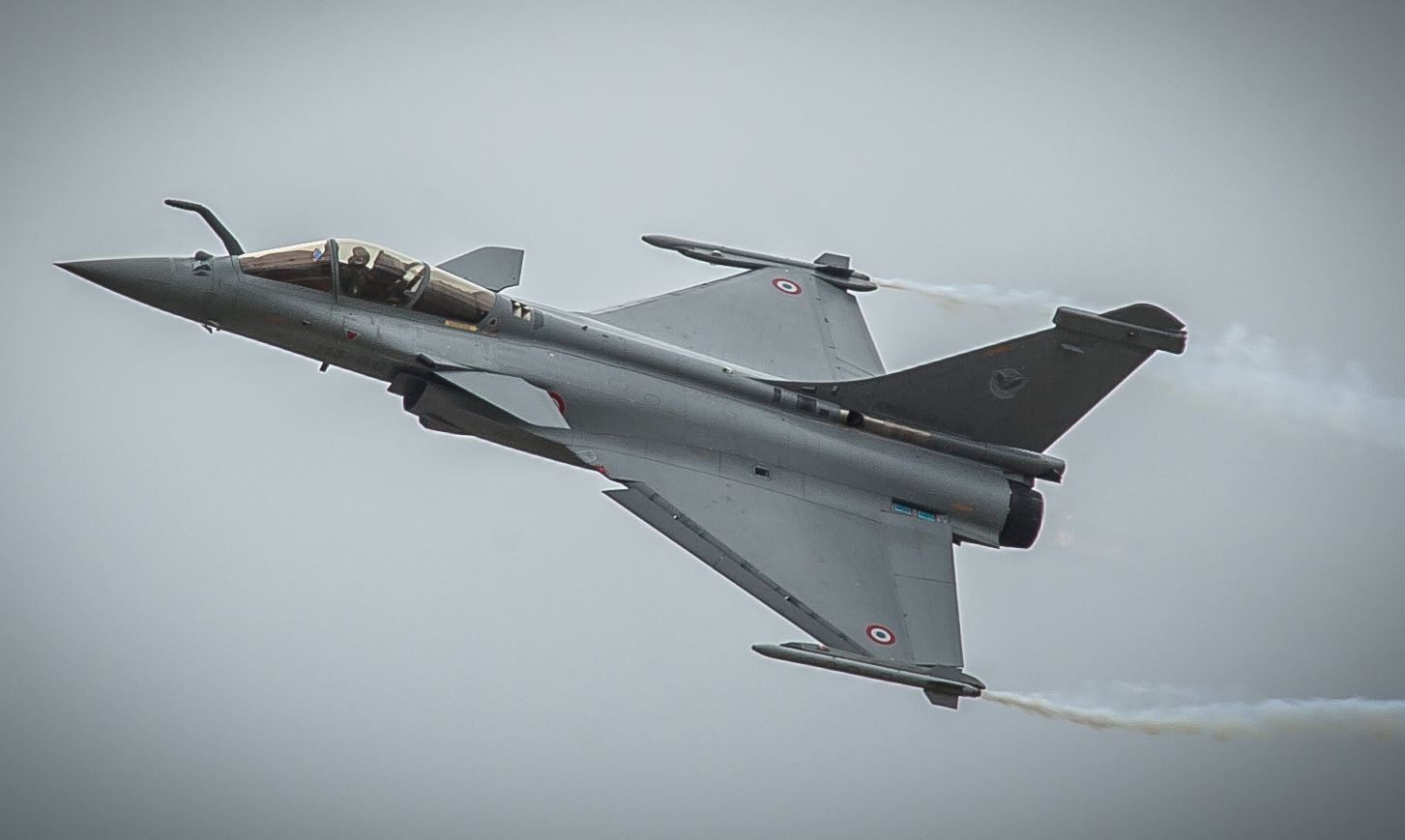
Französische Dassault Rafale

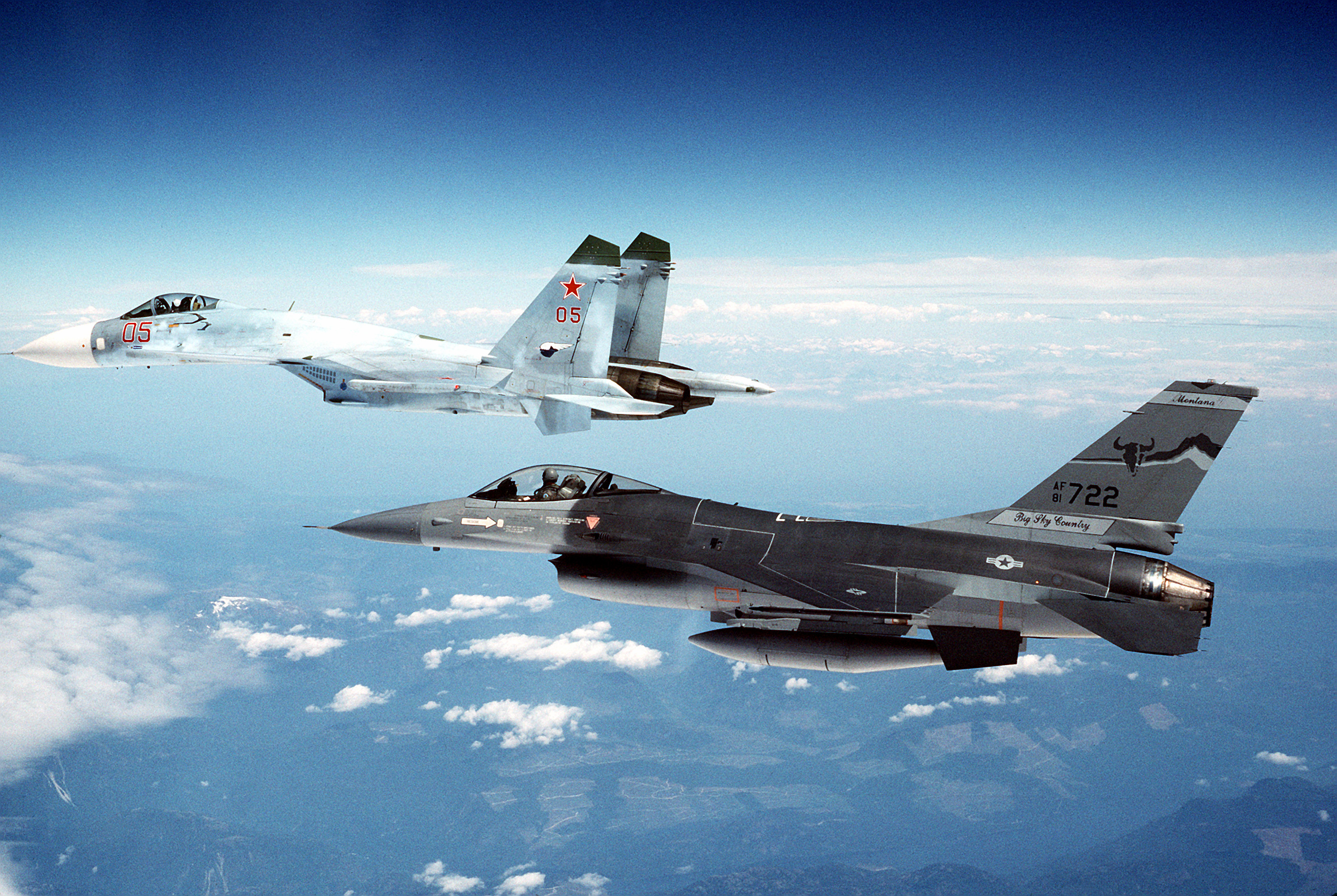
Eine sowjetische Su-27 Flanker und eine US-amerikanische F-16A Fighting Falcon im August 1990

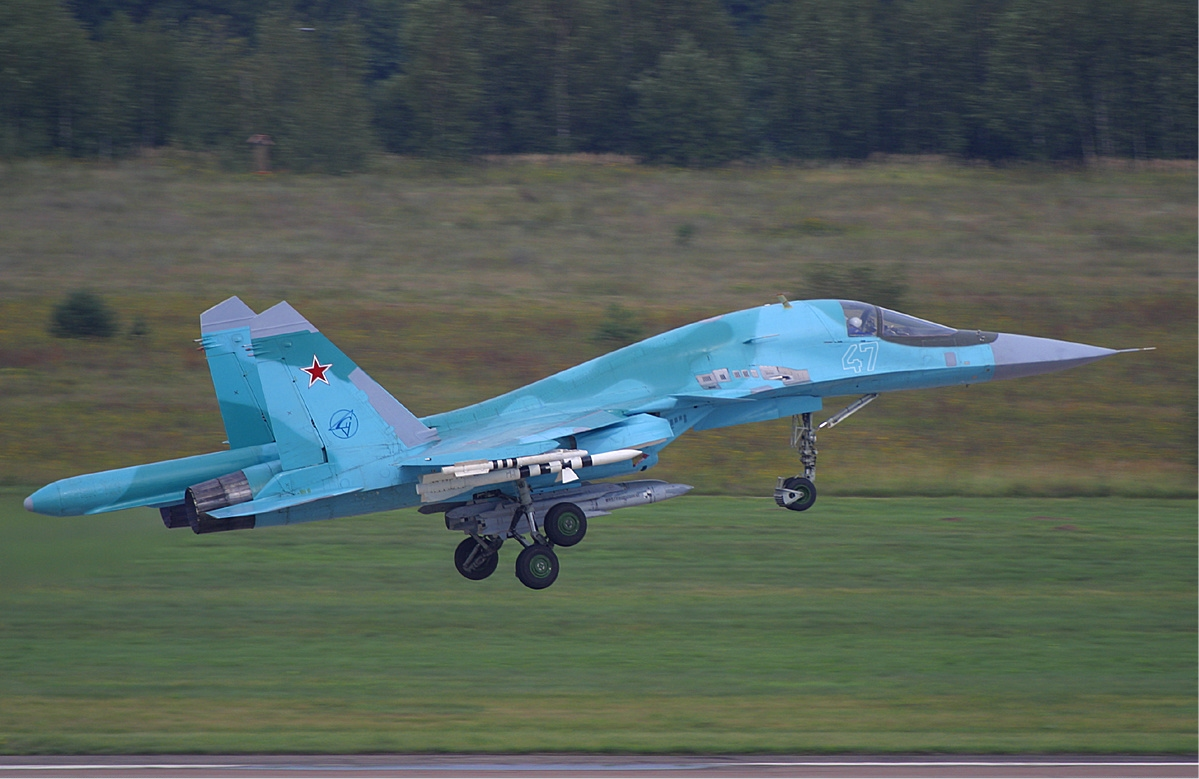
Su-34 der russischen Luftwaffe (2003)

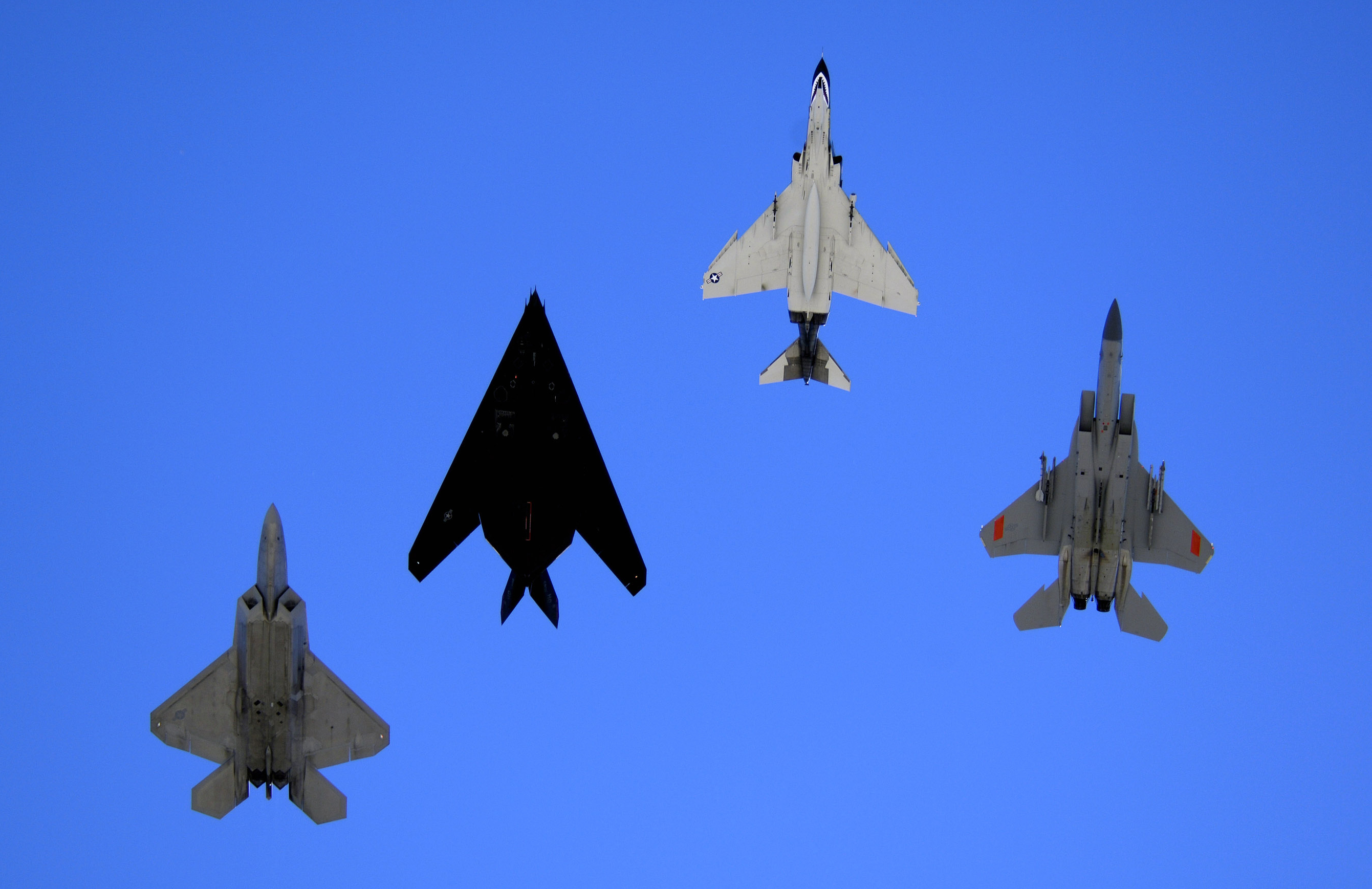
Vergleichsansicht: v. l. F-22 Raptor, F-117 Nighthawk, F-4 Phantom II und F-15 Eagle im Dezember 2007

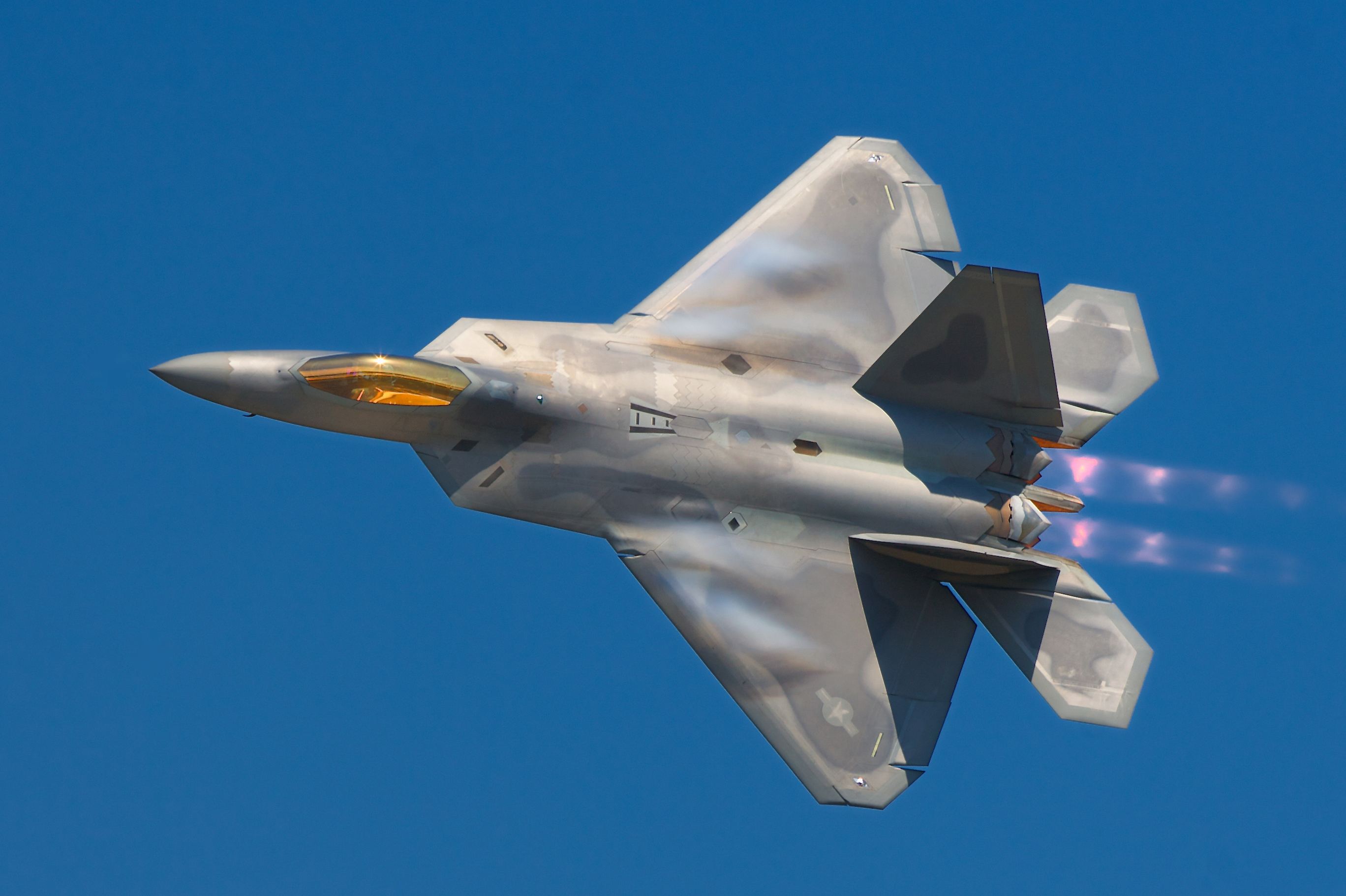
F-22 Raptor im Flug

Die Organisation für Sicherheit und Zusammenarbeit in Europa (OSZE) definierte den Begriff „Kampfflugzeug“ im Vertrag über Konventionelle Streitkräfte in Europa (KSE-Vertrag) von November 1990 in Artikel II wie folgt:

„„Kampfflugzeug“ bezeichnet ein Starrflügel- oder Schwenkflügelflugzeug, das für die Bekämpfung von Zielen durch den Einsatz von gelenkten Flugkörpern, ungelenkten Raketen, Bomben, Bordmaschinengewehren, Bordkanonen oder anderen Zerstörungswaffen bewaffnet und ausgerüstet ist, sowie jedes Modell oder jede Version eines solchen Flugzeugs, das andere militärische Aufgaben wie z. B. Aufklärung oder elektronische Kampfführung wahrnimmt. Der Begriff „Kampfflugzeug“ schließt primäre Schulflugzeuge nicht ein.“

Kampfflugzeuge können allgemein – nicht trennscharf – in drei Hauptkategorien unterteilt werden:
- Jagdflugzeuge dienen primär dem Bekämpfen von Luftzielen. Es wird zwischen Abfangjägern, die nur auf den Langstrecken-Abfang ausgelegt und nicht geeignet für den Nahkampf sind, wie zum Beispiel die MiG-31, und Luftüberlegenheitsjägern, die sowohl andere Luftfahrzeuge abfangen können als auch im Nahkampf sehr effektiv sind, wie zum Beispiel die F-15, F-14 oder die Su-27, unterschieden. Soweit sie auch Bodenziele bekämpfen können, werden sie als Jagdbomber oder Mehrzweckkampfflugzeuge bezeichnet. Beispiele sind die Saab JAS-39 Gripen, die F-16 oder der Eurofighter Typhoon.
- Erdkampf- oder Schlachtflugzeuge bekämpfen primär bewegliche Bodenziele, wie etwa gepanzerte Bodenfahrzeuge. Hier sind die A-10 Thunderbolt oder die Su-25 zu nennen.
- Bomber sind heute meist schwere Flugzeuge, die vorwiegend strategische unbewegliche Bodenziele, wie Industrieanlagen oder Flughäfen auf extrem lange Distanzen teils auch mit Marschflugkörpern bekämpfen, wie etwa die B-52 (strategischer Bomber). Sie können zur Verlängerung der Reichweite in der Luft betankt werden.

## Einsatz
Kampfflugzeuge haben ein Radar, um gegnerische Flugzeuge zu lokalisieren, und eine Freund-Feind-Erkennung. Sie haben typischerweise eine Maschinenkanone (oder mehrere) und Außenlaststationen, an denen sie Bomben, Luft-Boden-Raketen und/oder Luft-Luft-Raketen mitführen können. 
Heute kann man viele Kampfflugzeuge nicht mehr eindeutig einer Rolle als Jagdflugzeug, Bomber oder Schlachtflugzeug zuordnen.
Es gibt Trade-offs zwischen Parametern wie Höchstgeschwindigkeit, maximale Flugdauer, Wendigkeit, Kurvenradius und Steigfähigkeit. Konstrukteure und Besteller der Kampfflugzeuge entscheiden sich für einen bestimmten Mix dieser Parameter.
In zweisitzigen Kampfflugzeuge unterstützt und entlastet ein Waffensystemoffizier den Piloten.

## Technik
Konvention ist es, Kampfflugzeuge in chronologische „Generationen“ einzureihen, die den jeweiligen Stand der Technologie widerspiegeln. Die in den 2020er Jahren eingesetzten Kampfflugzeuge sind meist Flugzeuge der 4. Generation (die ab etwa 1970 entwickelt wurden, bzw. Generation „4+“, die ab den 1980er Jahren entwickelt wurden); die modernsten im Einsatz befindlichen Flugzeuge sind diejenigen der 5. Generation, die ab etwa 1995 entwickelt wurden und beispielsweise Tarnkappentechnik einsetzen. Die 6. Generation von Kampfflugzeugen ist derzeit in Entwicklung und sollte nicht vor etwa 2030 zum Einsatz kommen; diese sollen umfassend mit Tarnkappentechnik ausgestattet sein und als voll vernetzte Waffenplattformen, die teilweise autonom fliegen sollen, bzw. von unbemannten Drohnen begleitet werden sollen.

### Nachbrenner
Der Nachbrenner ermöglicht eine signifikante Steigerung des Triebwerkschubes und damit des Beschleunigungsvermögens und der Höchstgeschwindigkeit strahlgetriebener Kampfflugzeuge, allerdings auf Kosten der Reichweite. Der Nachbrenner benötigt einen zusätzlichen Strömungskanal zwischen Turbine und Triebwerksdüse, vergrößert also die Baulänge des Triebwerks. Der Treibstoff wird direkt in den heißen Gasstrom am Austritt der Turbine eingesprüht und erhöht bei der Verbrennung Temperatur und Volumen des Gasstrahls. Dadurch wird auch der Druck in der Brennkammer nach der Turbine und damit dessen Wirkungsgrad erhöht. Wegen der größeren Austrittsgeschwindigkeit des Triebwerksstrahls steigt der Triebwerksschub; das Flugzeug beschleunigt.
Für den Nachbrennerbetrieb sind Triebwerksdüsen mit verstellbarem Querschnitt erforderlich.
Da der Treibstoffverbrauch des Nachbrenners um bis zum Faktor 10 über dem normalen Verbrauch des Triebwerks liegt, wird er nur zugeschaltet, wenn kurzzeitig mehr Schub benötigt wird. Nachbrenner ermöglicht Kampfflugzeugen, Überschallgeschwindigkeit zu erreichen. 
Jets der neuesten Generation, z. B. die Lockheed F-22 Raptor (5. Generation) und der Eurofighter Typhoon (4,5. Generation), können die Schallmauer im Horizontalflug ohne Nachbrenner mit dem Trockenschub (Maß für den Schub eines Triebwerks ohne zugeschalteten Nachbrenner) ihrer Turbinen-Triebwerke durchbrechen. Diese Fähigkeit wird Supercruise genannt.
Kampfflugzeuge sind wegen des teilweise fehlenden Mantelstromes etwa 15–20 dB lauter als Zivilflugzeuge.

### Schwenkflügel
Eine weitere Spezialität sind Schwenkflügel (variable Flügelgeometrie). Durch Veränderung der Flügelpfeilung im Flug wird ein für die jeweilige Geschwindigkeit optimales Flugverhalten erreicht. Im Langsamflug wird ein möglichst großer Auftriebsbeiwert angestrebt, um größeren Auftrieb zu erzielen. Bei hohen Geschwindigkeiten werden die Flügel weiter nach hinten geschwenkt und so der Luftwiderstand und die Schockeffekte bei Überschallgeschwindigkeit verringert.
Siehe: General Dynamics F-111, Mikojan-Gurewitsch MiG-23, Panavia Tornado, Suchoi Su-24, Grumman F-14, Rockwell B-1, Tupolew Tu-22M, Tupolew Tu-160.

### Marinekampfflugzeug
Speziell konstruierte Kampfflugzeuge können auf Flugzeugträgern starten und landen. Zum Start werden auf aktuellen Flugzeugträgern die Flugzeuge in den Schlitten eines Dampfkatapults auf dem Flugdeck eingehakt, ohne welches auf dem kurzen Deck nicht die nötige Abhebe-Geschwindigkeit erreicht werden kann. Lange Jahre wurden die Flugzeuge mittels Stahlseil an den Schlitten befestigt, welche nach dem Start über Bord fielen. Diese Technik wurde bis vor kurzem z. B. noch auf den französischen Flugzeugträgern Foch und Clemenceau eingesetzt, wobei das Stahlseil am Rumpf der Maschine eingehakt wurde und nicht am dementsprechend massiveren Bugrad wie bei der US Navy. Darüber hinaus benötigen die Flugzeuge einen Landehaken, der sich bei der Landung in ein Fangseil einhakt.

### Senkrechtstarter

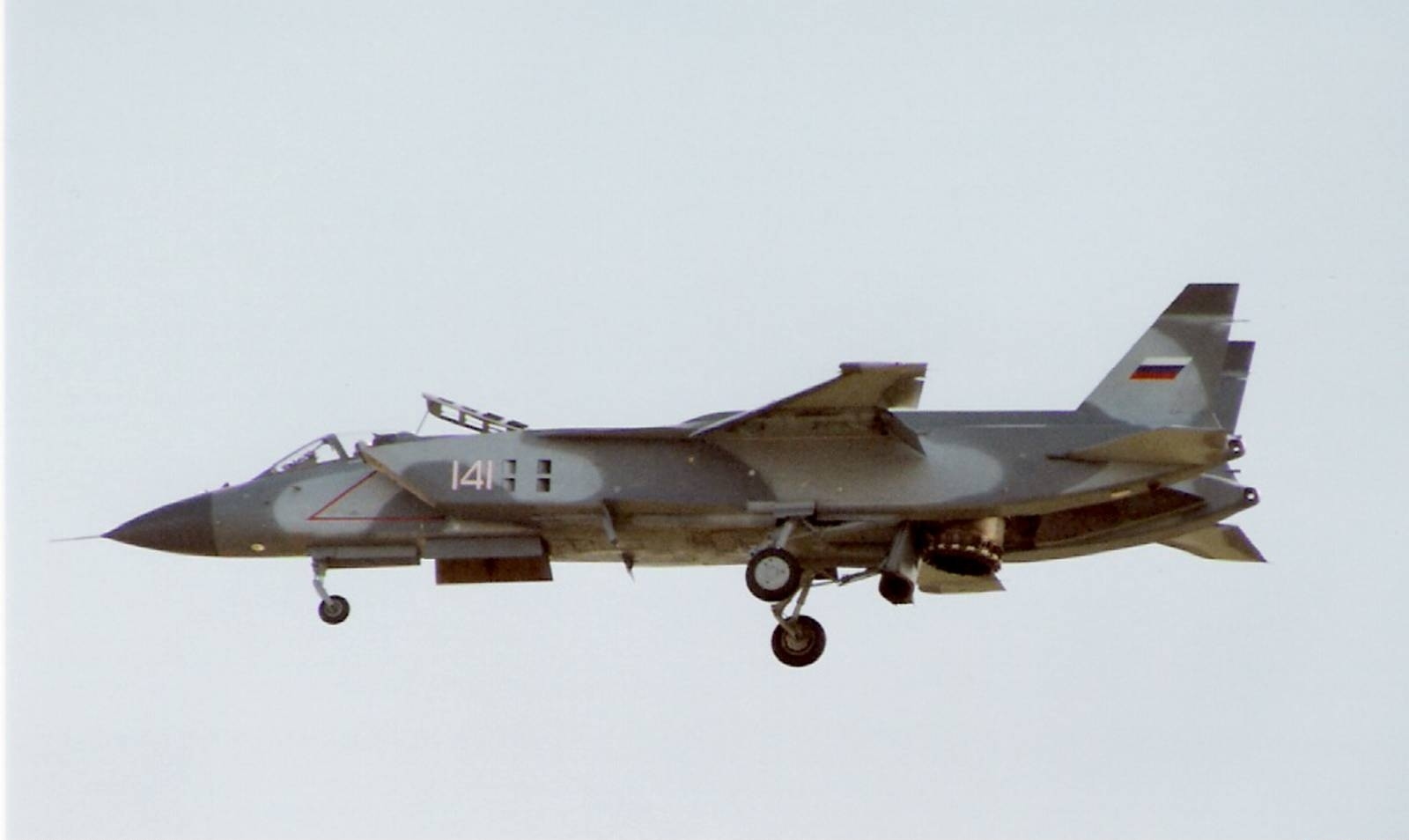
Jakowlew Jak-141, ein überschallfähiger Senkrechtstarter im Schwebeflug auf der Farnborough International Airshow 1992

Der britische Hawker Siddeley Harrier (Nachfolger McDonnell Douglas AV-8), die sowjetischen Jakowlew Jak-38 und Jakowlew Jak-141 sowie die Lockheed Martin F-35B können senkrecht starten und landen. Im aktiven Dienst befinden sich derzeit der Harrier und die F-35B.

## Sonderformen
Eine Sonderform von Kampfflugzeugen sind die zur Erdkampfunterstützung eingesetzten sogenannten Gunships. Dabei handelt es sich um umgebaute Transportflugzeuge mit einer seitlichen Bewaffnung, um Bodenziele aus dem Kreisflug heraus unter Feuer zu nehmen.